# ميشيل لو كوين
ميشيل لو كوين (8 أكتوبر 1661، بولوني سور مير - 12 مارس 1733 ، باريس) كان مؤرخ وعالم دين فرنسي. درس في كلية بليسيس (بالفرنسية: Plessis College)‏ في باريس، وفي سن العشرين دخل الدير الدومينيكاني في فوبورج سان جيرمان، حيث تلقى نذر الرهبنة عام 1682. باستثناء فترات غياب قصيرة متفرقة لم يغادر باريس قط. عند وفاته كان يشغل منصب أمين مكتبة الدير في شارع سان أونوريه (بالفرنسية: Couvent des Jacobins de la rue Saint-Honoré)‏، وهو المنصب الذي شغله طوال حياته تقريبًا، حيث قدم العون للباحثين في اللاهوت والعصور الكنسية القديمة. تحت رعاية بير مارسولييه (بالفرنسية: Père Marsollier)‏، أتقن اللغات الكلاسيكية والعربية والعبرية اتقانًا تامًا على مايبدو.

## مؤلفاته
أعماله الرئيسية مرتبة زمنيًا:
- Défense du texte hébreu et de la version vulgate (Paris, 1690), reprinted in Migne, Scripturae Sacrae Cursus, III (Paris 1861), 1525-84.
- Johannis Damasceni opera omnia Greek text with Latin translation (2 vols. fol., Paris, 1712), أعيد نشرها في Migne Patrologia Graeca, XCIV-VI.
- Panoplia contra schisma Graecorum, تحت الاسم المستعار Stephanus de Altimura Ponticencis (Paris, 1718).
- Oriens christianus in quatuor patriarchatus digestus, in quo exhibentur Ecclesiae patriarchae caeterique praesules totius Orientis, نُشرت بعد وفاته (3 vols., Paris, 1740).
- "Abrégé de l'histoire de Boulogne-sur-Mer et ses comtes" in Desmolets, "Mémoires de littérature", X (Paris, 1749), 36-112.

## إسناد المقالة
- لو كوين ، الموسوعة الكاثوليكية (1913)